# تشینیوس
تشینیوس (به چکی: Činěves) یک منطقهٔ مسکونی در جمهوری چک است که در ناحیه نیمبورک واقع شده‌است. تشینیوس ۱۴٫۴۳ کیلومتر مربع مساحت و ۴۷۹ نفر جمعیت دارد.